# 샤오징텅
소경등(중국어: 蕭敬騰, 병음: Xiāo Jìngténg 샤오징텅[*], 영어: Jam Hsiao, 1987년 3월 30일 ~ )은 대만의 가수이다. 타이베이시에서 태어났다. 굶은 음성과 고음의 파워가 돋보이는 보컬을 구사하며, 다양한 창법과 다양한 곡 스타일을 소화한다. 원래 레스토랑에서 노래를 부르던 그는 2007년 대만의 오디션 프로그램 ⟪초급성광대도⟫PK코너에 출연하여, 풍부한 노래실력과 독특한 개성이 넘치는 스타일로 하루아침에 스타가 되었다.
2008년 소경등은 워너뮤직 음반기획사와 계약을 맺어 현재까지 이미 6장의 국어앨범과 영문 리메이크 앨범을 발표해서, 대만, 홍콩, 중국, 마카오, 말레이시아, 싱가폴지역에서 우수한 앨범 판매 성적을 거두어, 가요계와 매스컴에서도 호평을 얻어내어, 현재 중화권 지역의 대중음악 영역에서 실력과 인기를 겸비한 유명가수로 활약하고 있다.
2011년 소경등은 영화계까지 영역을 넓혀 영화 《살수구양분재》의 남자 주인공으로써 2012년 홍콩영화제 금상장에서 신인남우상을 수상해, 노래와 연기를 넘나드는 만능엔터테이너로써 발돋음 하게 되었다. 또한, 2013년 《이애지명》앨범으로 대만 최고 권위있는 시상식 제 24회 대만 금곡장 시상식에서 최고 남자가수상을 수상했다.

## 음악여정

#### 음악에 눈을 뜨다(1987년－2003년)
소경등은 1987년 3월 30일 대만 타이베이에서 출생하였다. 2분의1의 대만 원주민 혈통으로써, 어머니는 화롄의 아메이족이다. 어렸을때부터 집안 형편은 넉넉치 않았으나, 부모님이 모두 독실한 기독교 신자로서 어렸을적부터 지역사회의 활동에 참여했으며, 교회에서 시를 부르기도 했다. 청소년시기에는 사춘기가 찾아와 반항적인 성향으로, 공부에는 관심이 없고 자주 싸움을 하고 다녔기에, 청소년상담사로부터 지도를 받기도 했다. 상담사의 싸울힘으로 음악을 해보지 않겠냐는 그의 한마디에 음악이라는 인생을 목표를 세우게 되었다.
진정 소경등을 음악의 길로 인도해준 것은 초등학교 6학년 시절 우연히 듣게 된 본조비의 앨범 ⟪Crush⟫를 통해서이다. 그 앨범으로 인해 더욱더 음악을 배우고 싶다는 생각을 하게 되었고 15살 때, 어머니를 설득 끝에 근처의 음악학원에서 드럼을 배우게 되었으나, 경제적인 사정으로 3개월밖에 배우지 못하고 도중에 그만두어야 했다. 하지만 그는 여전히 독학으로 공부를 했고, 하루에 10시간 넘게 연습하는 날이 다반사였다. 16살 때, 소경등은 이미 드럼을 가르칠수 있는 수준이 되었고, 음악학원에서 아이들에게 드럼을 가르쳤다. 또한 자신의 경험을 토대로 청소년교육센터에서 청소년들에게도 드럼을 가르쳐 연속 2년동안 타이베이시 선행인상을 수상하였다.
이와 동시에 소경등은 둘째 형(소백성),친구와 함께 ⟪Diapason⟫이라는 그룹을 조직하여 소경등은 메인보컬과 드러머를 맡게 되었다. 본조비, Mr.Bog, Skid Row등의 서양락밴드의 음악들을 각지를 돌아다니며 공연했고, 이로 인해 소경등의 음악인생은 락으로부터 시작되었다고 볼 수 있다.

#### 가수로서의 발돋움(2004년－2007년)
드럼 실력이 상당해졌을 무렵, 소경등은 자연스럽게 건반악기로 눈을 돌렸다. 정통교육을 받은 적도 없고 악보도 볼 줄 모르는 그에게는 오직 그만의 뛰어난 음감과, 매일 몇 시간씩이나 계속된 호된 연습과 노력뿐이 그가 할 수 있는 전부였다.
건반악기를 접하고 몇 개월 후, 무대에서 노래할 수 있는 기회를 만들기 위해, 그는 노래를 할 수 있는 레스토랑(PUB)들을 찾아다니며 스스로를 홍보했다. 17살이 되던 해, 민가 레스토랑이었던 천칭좌에서 노래를 부르기 시작했고, 전 지점을 통틀어 가장 나이가 어린 메인가수가 되었다.
2년이 넘는 음악 생애 동안 풍부한 무대 경험을 쌓아갔고, 많은 선배들, 동료들에게 배우고 실력을 갈고 닦아, 가창력과 무대매너에 많은 변화를 가져오게 되었다. 공연의 현실적인 요구로 인해 그는 대량의 대중가요들을 접하게 되고, 그 대중가수들의 각종 기교 또한 배우게 되었다. 그가 가장 좋아하는 가수는 장신철, 장혜매, 조격, 장학우, 나영, 손연자이며, 그들의 노래를 자주 즐겨 불렀다.
이때 소경등은 학생 신분이었기에, 방과후 시간을 이용해, 전자키보드와 악보로 가득찬 가방을 메고, 타이베이현, 타오위엔, 신주 지역을 오토바이를 타고 밤늦게까지 달리곤 했다.
최장 공연 시간은 일주일에 50시간에 이르렀고, 밥먹을 시간도 없는 날도 있었다.
동료였던 구셩중이 말하길. 어느 비가 오는날, 경등이가 키보드에 우비를 씌우고, 자신도 우비를 입고 비를 뚫고 오토바이를 타고 다음 공연 장소를 향하는 것을 보고 정말 집념이 대단하다고 생각했다고 증언했다.
소경등의 레스토랑 보컬생활은 2007년 7월에 정식으로 맞춤표를 찍었다.

#### 인기스타로 급부상(2007년)
2007년 소경등은 원래 대만의 인기 오디션 프로그램인 초급성광대도 시즌2 시합에 출연하려고 했으나, 제작진의 결정에 의해 1기 PK시합에 출연하게 되었다. 처음으로 참가했던 초급성광대도 PK시합에서 허인걸을 이기고, 2번째 출연에선 양쫑웨이를 지명해 PK시합을 한 결과 소경등이 승리하게 된다. 이 시합으로 인해 시청률이 4.06이나 기록했다. 비록 세 번째 시합결과는 실패였지만, 그 무서운 실력으로 많은 팬들의 사랑을 얻게 되었고, 정식참가자가 아닌 신분으로써 하루 아침에 스타가 되었다. 2007년 대만 야후 10대 인물 제3위와 구글 검색 순위 인기스타부문에서 2위에 뽑히게 되었다. 소경등은 초급성광대도 출연 3번만에 얻은 큰 인기와 지명도로, 그가 노래를 하고 있었던 식당이나,PUB도 덩달아 큰 주목을 받게 되어 언제나 그의 노래를 듣기 위한 팬들로 가득차게 되었다. 블로그 또한 개설이후 보름만에 40만번이나 넘는 조회수를 기록했다. 비록 소경등은 정식으로 앨범 계약을 하지 않아 정식 가수 데뵈를 하지 않은 상태였지만, 방송국에선 그에게 무수한 방송출연 러브콜을 보냈고, 소경등만 출연하면 시청률이 바로 올라가기도 했다. 신락단의 보컬요청도 받았다는 보도도 전해졌다.
소경등은 2008년 3월10일 정식으로 워너뮤직과 4년의 계약을 했고, 2008년 6월16일 그의 첫앨범 소경등이 발매된다
2007년 8월 소경등은 가요계의 대선배 장혜매의 요청을 받아 STAR 앨범 중 일안순간을 듀엣으로 부르게 되고, 세상 가장 부르기 어려운 남녀 듀엣곡으로 불리기도 했다. 발매되자 마자 많은 관심과 순위차트에서 1위를 기록했고, 2007년 연말에 열리는 MTV 방송국의 올해의 노래상을 수상했고, 2007년 12월 국제영화제 금마장 무대에서 후보에 오른 영화 OST 곡을 부르게 되었고, 이 순간의 시청률은 3.95%나 나오기도 했다.

#### 데뵈(2008년－)
《소경등동명전집》(2008)
2008년 3월 워너뮤직과 4년의 계약을 맺고, 6월 첫앨범인 ⟪소경등동명전집⟫을 발매했다. 이 앨범은 오월천의 아신, FIR의 아심, 소타록의 청봉, 조격, 송년우등 실력파 뮤지션들이 대거 참여한 앨범으로써, 발매되자 마자 각종 앨범챠트에서 1위를 기록했다. 대만G-Music챠트와 5대챠트에 7주연속 1위를 유지했으며, 싱가폴, 홍콩, 말레이시아 지역에서도 앨범챠트 1위를 기록, 전아시아의 음악프로 챠트에서도 160번이상의 1위를 차지했다. 연말에는 G-music, 5대금방, 백대중화음악챠트, KKBOX 음악챠트에서 2008년도 국어앨범 챠트 총3위라는 훌륭한 성적을 얻었다.
2008년 7월 소경등은 딴쉐이 위런마토에서 동명전집신곡콘서트를 개최했고, 앨범발매한지 한달 밖에 안된 신인이었지만, 콘서트에는 천 만명이 넘는 관객들로 가득 찼고, 소경등은 그 내공있는 노래실력을 선보였다. 콘서트의 실황을 담은 앨범은 2008년 8월에 발표한 ⟪First Live⟫개정판 앨범과, 2008년 9월말 한정 발매한 ⟪동명전집종극수장판⟫에 실려있다.
앨범판매와 챠트에서 우수한 성적을 거둔 성과이외에도, 소경등은 많은 가요대상에서도 신인상을 거머지었다. 2009년 6월 제 20회 대만 금곡장에서 신인상에 노미네이트되었고, 비록 치열한 경쟁끝에 수상은 하지 못했지만, 첫앨범은 이미 그를 아시아에서 지명도를 높여주고 그의 위치를 견고하게 하는 초석역할을 했다.
앨범성공 이외에도 소경등은 다른 영역까지 도전을 해보았는데, 우상극 명중주정아애니
까메오 출연으로 호평을 받았으며, 2008년 12월 이탈리아에서 촬영한 사진집 ⟪소경등, 령청의대리⟫을 발행했고, ⟪급,애인⟫한정판EP를 발매하여 앨범수입금을 기부하였다.
《왕비》及《Love Moments 愛的時刻自選輯 》(2009)
2집앨범 ⟪왕비⟫는 2009년 7월 발매되었으며, 앨범발매에 맞춰 전국순회 콘서트도 함께 개최되었다. 이번앨범에는 소경등의 자작곡 〈小男人大男孩〉, 〈Green Door>, 〈寂寞還是你〉，〈給愛人〉를 수록하였으며, 이 4곡 모두 다른 스타일의 곡으로, 기존 기성작곡자들의 전통적인 틀에서 벗어난 소경등 특유의 스타일의 곡을 만들어 싱어송라이터로서의 재능을 보여주었다.
2집 앨범 또한 대만, 싱가포르, 홍콩, 말레이시아 각지에서 앨범판매량 1위와, 락스타일의 타이틀곡 왕비는 발매당일부터 KKBOX 앨범챠트 순위에서 3개월 동안이나 1위를 유지하였다. 타이틀 곡의 성공으로부터 그의 락커로서의 길이 열리기 시작했고, 2009년 말 생애 첫 유료콘서트 <洛克先生 Mr. Rock> 개최했다.
콘서트 개최 전, 2009년 11월에는 바로 리메이크 앨범인 ⟪love Moments⟫를 발매했고, 전곡 라이브밴드의 방식으로 녹음했으며, 톱스타 가수들의 명곡을 새롭게 리메이크 한 앨범으로 타이틀곡은 초급성광대도에서 도전에 실패했던 신료불정으로 삼았고, 민남어 노래 무언화 또한 수록해, 그의 다양한 노래실력을 선보였다.
2009년 소경등은 이 두장의 앨범의 5곡을 모두 1위곡에 올려놨고, 모든 가수 중 1위의 영광을 거두었다. 2009년 연도 KKBOX 음반챠트에서 왕비는 제 2위에 올랐으며 두장 앨범 모두 좋은 성적을 거두었다. Hit fm 인터넷 투표선정에서의 인기상을 거머지었고, 2009년도 올해의 노래에 5곡이나 선정되었다. 2집앨범 왕비 또한 제 21회 금곡장에서 최고남자가수상에 노미네이트되었고, 제 15회 싱가포르 금곡장 최고남자가수상을 수상했다.
「洛克先生Mr.Rock」소경등세계순회콘서트(2009-2011)
데뵈 한지 2년도 되지 않아, 소경등은 2009년 12월 26일 타이베이 샤오쥐단에서 첫 생애 유료콘서트를 개최하게 되었고, 모든표가 매진 되어 표구하기가 하늘의 별따기라는 성황을 이루어냈다. 무대는 거대한 입체적인 서양체스판같은 배경 아래 꾸며졌고, 화려하고도 과장된 무대의상을 착용했다. 콘서트 곡은 앨범 수록곡 이외에도 광동어, 영어, 한국어 노래등 다양한 노래를 선보였다. 재즈곡을 드럼으로 연주했으며, 전자키보드 연주, 댄스, 롤러스케이팅등 다양한 공연방식과 함께 선보여 풍부한 음악적 재능을 선보였다. 게스트도 없고, 백댄서도 없는 독립적인 공연으로써 그의 음악적 자신감을 표현해내 많은 호평을 이끌어 냈다.
이 순회콘서트는 싱가포르(2010년 3월), 베이징(2010년 11월), 쿠알라룸프르(2010년 11월). 상해(2011년 2월)에서도 성대하고 원만하게 끝을 맺었다. 타이베이 샤오쥐단에서 열린 콘서트실황은 2010년 3월에 발행된《洛克先生Mr. Rock소경등연창회사진서》와 2010년 7월 발매된 《洛克先生Mr.Rock연창회Live기실》DVD에 수록되어 있다.
《살수구양분재》及《광상곡》(2011)
2010년 10월 소경등은 영화계에까지 영역을 넓혀 연기 도전을 하게 된다. 그로 인해 앨범 발매계획은 1년이나 미뤄지게 되었다. 그가 남자주인공을 맡은 영화 살수구양분재는 지우바따오(九把刀)의 살수시리즈 소설을 각색한 영화로서, 증지위가 감제를 맡았다. 2010년 11월에 크랭크인해서 2011년 4월 크랭크업했다. 2011년 7월 상영후 대만전지역 관객수 500만을 넘어서 소경등을 영화흥행보증수표의 자리에 올라서게 했으며, 이 영화로 2012년 홍콩영화제 금상장에서 신인상을 거머지는 영광을 안았다. 영화흥행과 좋은 평가를 얻음으로써, 배우로서도 성공적인 한걸음을 내밀게 되었다.
2011년 11월 소경등은 영화인의 신분으로 2번째나 제 48회 금마장 축하공연에 초대받았고, 공연순간의 시청률은 9.03%까지 다달아. 모든 축하공연의 하이라이트가 되었다.
영화 상영 1개월 후, 소경등은 2011년 6월 4집 앨범 ⟪광상곡⟫을 발매하였다. 2집앨범 왕비부터 선곡, 편곡, 녹음, 코러스, 제작 등 모든 앨범과정에 참여한 것을 시작으로 하여, 음반기획사에선 광상곡 앨범에서는 더 많은 기회를 소경등에게 주어 음반제작자의 일까지 맡기게 되었다. 타이틀곡 락스타일인 광상곡이외에도 많은 발라드 노래도 수록해, 그중 살수구양분재 영화 OST 곡으로 만들었던 서정적인 발라드곡 ⟨호상대니설⟩ 외에도 ⟨니⟩ ⟨백사전⟩ ⟨말리련⟩ ⟨간대안⟩ 등 4곡 또한 소경등의 자작곡으로써 가장 라이브스러운 녹음앨범 만들어 내자 라는 제작자로써의 자신의 음악적 이상을 표현해 내었다. 라이브 현장처럼 호소력 있고 생명력 있으며. 목소리와 악기연주 부분에서 원음을 재현하며, 기계음으로 합성하지 않는다는 원칙이다.
소경등이 제작을 주도한 광상곡 앨범은 훌륭한 판매성적과 호평을 얻은 성공적인 앨범으로 2011년 KKBOX 연도앨범상을 수상했고, 2번째나 제17회 싱가포르 금곡장에서 남자가수상을 수상하기도 했다. 2012년, 소경등은 다시 한번 광상곡으로 제 23회 대만 금곡장 최고남자가수상 후보에 오르기도 했다.
2011년 「중국중앙방송국춘절완회」출연및「有一種精神叫蕭敬騰」세계순회콘서트(2011-2012)
2010년 중국 중앙 방송국 춘완 조사 중 소경등은 42.66%의 시청자들의 지지를 얻어 가장 보고 싶은 가수 2위에 선정되어 2011년 춘완의 공연가수로 초청되었다. 정식 공연이 있는날, 독감에 걸려 염증으로 목소리가 나오지 않는 상태에도 불구하고, 한사코 무대에 서서 공연하겠다는 열정을 불살랐고, 공연에서 음이탈하는 상황이 발생했다. 이로 인해 각계에서는 춘완 공연을 라이브로 하느냐 립싱크로 하느냐에 대한 쟁의가 일어나기도 했다. 하지만 소경등의 프로다운 정신은, 춘완 공연팀들의 인정과 호평을 얻어내, 소경등이 중국대륙에서지명도를 넓히게 되는 계기가 되었고, 시청자 마음속에서도 완벽하진 않았어도 큰 감동을 준 무대로 남게 되었다.
춘완 공연후 소경등 정신이라고 하는 말이 인터넷과 트위터를 통해 급속하게 퍼져나갔고, 이로 인해 소경등의 두 번째 세계 순회콘서트의 주제로 삼게 되었다. 두 번째 콘서트에서는 소경등 본인이 직접 음악총감독을 맡게 되었다. 그는 신인들에게 기회를 주어 밴드를 꾸려나갔고, 음악을 즐기는 것을 기본으로, 자신의 곡뿐만이 아니라, 매 공연마다 각 지역마다의 특징을 살려 노래를 선정했다. 홍콩에서는 많은 홍콩노래를 선정했고, 타이베이 공연에서는 민남어 댄스곡등을 불러 공연에 다양성과 볼거리를 더해 나갔다.
순회콘서트는 원래 홍콩에서 2011년 8월 7일부터 시작하려고 했으나, 예매 시작하자마자 5분안에 매진되는 바람에 하루만 공연하려고 했던 것이 팬들의 열화와 같은 성화에 8월 6일 하루 더 열리게 되었고, 그 예매표마저 6분안에 모두 매진 되었다.
2012년 2월 11일, 12일 거행된 타이베이 샤오쥐단 공연 또한 예매 시작하자마자 바로 매진되는 성황을 이루었다. 데뵈 4년만에 2번이나 샤오쥐단 무대에 선 소경등은 폭발적인 매진사태와 무결점의 공연 무대로 다시 한번 가요계의 새로운 황태자의 자리를 굳건히 하게 되었다.
이 순회 콘서트는 이미 개최한, 상해(2011년12월), 싱가포르(2012년1월), 타이베이〔2012년2월〕, 광주(2012년3월), 마카오(2012년3월), 시드니(2012년5월), 멜버른(2012년5월), 항주(2012년6월), 심천(2012년6월), 북경(2012년7월), 말레이시아(2012년9월), 하문(2012년9월), 복주〔2012년9월〕, 무한〔2012년9월〕, 남경〔2012년10월〕, 장사〔2012년10월〕, 싱가포르〔앵콜공연〕〔2012년11월〕, 런던〔2012년11월〕, 성도〔2012년12월〕, 상해〔앵콜공연〕〔2012년12월〕, 홍콩〔앵콜공연〕〔2012년12월〕, 타이베이〔라스트〕〔2013년3월〕로서, 2013년 3월말까지 진행 중이다.

## 소경등 스타일
음악
고음의 파워가 돋보이는 보컬에, 짙은 호소력과 폭발적인 가창력으로 이름난 소경등은 특히라이브 공연에서 가장 돋보인다. 독창적인 개성으로, 원곡을 자신만의 스타일로 해석하는 능력이 뛰어나, 소경등식창법이라는 칭호를 얻기도 했다. 서정적인 발라드, 서양식 락. 민남어 노래등 다양한 스타일의 노래를 능수능란하게 소화한다. 초급성광대도의 심사위원이었던 황운령은 목소리를 듣고 도취되었다고 평가했으며, 오사개는 소경등의 저음은 자성이 있고, 중음은 최고에 도달해 있고 고음은 폭발력이 있다며 평가했다. 많은 동료가수들도 소경등의 실력을 인정했다. 대만최고의 여성 가수 장혜매는 일안순간의 듀엣을 요청했으며, 조격은 매스컴에서 시원스럽게 소경등의 팬이 되고 싶다고 칭찬했다. 소타록의 보컬 청봉은 공개적으로 노래를 주고 싶다고 러브콜을 보냈다. 이외에도 소경등은 전자키보드, 기타, 섹스폰, 피리 등 다양한 악기를 다를 줄 알며, 드럼외에도, 직접 건반을 치며 노래 부르는 모습은 모두에게 인정받고 있다. 작곡방면에서도, 1집앨범중에 수록된 해우련은 소경등이 17세에 만든 첫 번째 곡으로, 형 소백성이 가사를 쓰기도 했다. 그외 발표된 곡은 아래와 같다.
| 발표년도 | 앨범이름               | 곡명(작사/작곡)                                                                                          |
| -------- | ---------------------- | --- |
| 2008년   | 소경등동명전집         | 〈一輩子存在〉(작곡) 〈海芋戀〉(작곡)                                                                    |
| 2009년   | 왕비                   | 〈寂寞還是你〉(작사/작곡) 〈給愛人〉(작곡) 〈小男人大男孩〉(작사/작곡) 〈Green Door〉(작사/작곡)         |
| 2011년   | 광상곡                 | 〈你〉(작사) 〈好想對你說〉(작사/작곡) 〈白蛇傳〉(작사/작곡) 〈茉莉戀〉(작사/작곡) 〈看對眼〉(작사/작곡) |
| 2012년   | 천룡팔부 뮤지컬 주제곡 | 〈約定你〉(작곡)                                                                                         |
| 2012년   | 영자애인 영화OST       | 〈第六感〉(작사/작곡)                                                                                    |
| 2012년   | 이애지명               | 〈福爾摩斯〉(작사) 〈爸爸〉(작사/작곡) 〈Marry Me〉(작사) 〈活在故事裡〉(작사/작곡)                      |

성격
고음의 파워가 돋보이는 보컬에, 짙은 호소력과 폭발적인 가창력으로 이름난 소경등은 특히라이브 공연에서 가장 돋보인다. 독창적인 개성으로, 원곡을 자신만의 스타일로 해석하는 능력이 뛰어나, 소경등식창법이라는 칭호를 얻기도 했다. 서정적인 발라드, 서양식 락. 민남어 노래등 다양한 스타일의 노래를 능수능란하게 소화한다. 초급성광대도의 심사위원이었던 황운령은 목소리를 듣고 도취되었다고 평가했으며, 오사개는 소경등의 저음은 자성이 있고, 중음은 최고에 도달해 있고 고음은 폭발력이 있다며 평가했다. 많은 동료가수들도 소경등의 실력을 인정했다. 대만최고의 여성 가수 장혜매는 일안순간의 듀엣을 요청했으며, 조격은 매스컴에서 시원스럽게 소경등의 팬이 되고 싶다고 칭찬했다. 소타록의 보컬 청봉은 공개적으로 노래를 주고 싶다고 러브콜을 보냈다. 이외에도 소경등은 전자키보드, 기타, 섹스폰, 피리 등 다양한 악기를 다를 줄 알며, 드럼외에도, 직접 건반을 치며 노래 부르는 모습은 모두에게 인정받고 있다. 작곡방면에서도, 1집앨범중에 수록된 해우련은 소경등이 17세에 만든 첫 번째 곡으로, 형 소백성이 가사를 쓰기도 했다. 그외 발표된 곡은 아래와 같다
노래할땐 폭발적인 가창력을 보여주는 그 지만, 말할때는 조용하고 부드럽게 말한다. 수줍음과 부끄러움을 타는 편이라 「省話一哥」(조용하고 말없는 성격을 반영해 지어준 별명)라는 칭호를 얻기도 했다. 이런 무대 위와 무대 아래서의 상반된 모습이 소경등의 특징중의 하나이다. 유명 MC인 서희제는 강희래료 프로그램에서 “이렇게 마르고 하얀 남자가 보기에는 전혀 가수같지 않았는데, 노래만 부르면 마치 천사가 내려온 것 같다”라고 이야기했다.
소경등은 탁구, 배드민턴, 농구, 당구, 골프, 스케이트등 많은 운동방면 뿐 아니라, 미술방면에도 상당한 관심을 가지고 있다. 특히 소묘와 촬영을 좋아해, 처음으로 낸 ⟪소경등의 성년례⟫ 라는 책에서 자신의 그림을 실기도 했다. 2008년 9월 발행한 동명전집종극판에서는 그가 그린 자화상을 앨범표지로 채용하기도 했다. 노래와 운동, 미술, 촬영이외에도 마술과 썰렁한 농담을 즐겨 한다. 소경등은 큐브 맞추기에도 능해, 영화 살수구양분재에서도 작가가 특별히 그를 위해 큐브씬을 넣기도 했다.
소경등은 동물을 좋아한다. 특히 고양이를 좋아하는데 자신의 성격이 고양이와 닮았기 때문이다. 그의 애완 고양이 베이회이와 똥취는 여러번 매체에서도 공개되었는데, 베이훼이 이 두글자의 뜻이 민남어의 백회색을 의미하는 말로 털 색깔을 의미하는 이름을 지어주었다. 똥취는 어렸을 때 못생긴 고양이가 커서는 타이베이 똥취에 있는 미녀들처럼 예뻐지라는 뜻이고, 팝송 ⟨Don't Cha⟩의 독음을 따기도 한 이름이다.
소경등의 자유분방적이고 창의적인 작명 센스를 보여 주는 부분이다.
또한 베이훼이를 주인공으로 개인 촬영작품을 발표하기도 했다.
소경등은 묵묵히 선행을 수년동안 베풀어 왔으며, 기사로 보도 되었을 때, 매니저 Summer가 제공한 정보인줄 알고, 선행을 어떻게 알릴수 있냐며 매니저를 탓하기도 했다
그의 기부액은 해마다 더 늘어났고, 2012년에는 이미 500만원(대만달러)에 이르렀다. 공익활동 홍보대사 요청은 마다하지 않았고, 설에는 노숙자들을 초대해 식사를 대접하기도 했다. 사회적 약자를 보면 그냥 지나치지 않았다. 그는 학교 설립의 계획을 가지고 있다. 그냥 단지 공부를 가르치는 학교가 아닌, (자기가 무슨 자격으로 공부를 논하겠냐고 나 스스로도 못했던 건데 하면서 ) 정확한 사회관념과 전공을 배양할 수 있는 학교를 말이다.
인기
방송출연 이후 그 인기는 식을 줄 몰랐고, 많은 인기투표에서 1위를 하기도 했다. 새로운 꽃미남 스타 1위, 발라드4대천왕등등, 음반기획사와 소속사가 없는 평범한 일반인에게, 기적적이라고 밖에 표현할 수 없는 소경등의 폭발적인 인기는 2가지 요인으로 축약할 수 있다.
첫 번째는, 오디션 프로그램의 인기에 힘입은 적절한 시기의 출연이 요인이고, 2번째는 인터넷 매체의 강력한 홍보와 도움이 컸다고 볼 수 있다. 많은 팬들이 인터넷에서 모여 함께 팬클럽을 결성하고, pup에서 노래 불렀던 모습들을 인터넷에 동영상으로 올렸다. 국경이 필요 없이 널리 퍼져 나가는 인터넷의 활발한 특성상, 아직 데뵈도 하지 않은 신인이였지만, 그 팬들은 전세계 곳곳에 퍼져 생겨나기 시작했다. 가장 초기 팬들이 스스로 「蕭幫」(샤오빵)이라고 불렀던 그 호칭이, 많은 매스컴에서도 소경등의 팬들을 부르는 호칭으로써 사용하게 되었다.
2008년 구글 검색어 순위에서 소경등은 대만 올해의 인물 검색어 순위 5위에 올랐으며, 홍콩에서는 8위에 올랐으며, 그는 10위안에 든 유일한 대만인이었다.

## 작품

### 참여앨범
- 2007년 8월《일안순간》－ 작사：오유강　작곡：조격

- 장혜매와의 듀엣곡，장혜매의《STAR》앨범에 수록。

- 2007년 12월《근저아˙서래보》－ 팝송〈How We Roll〉

- Alvin and the Chipmunks 영화 중문판 주제곡，앨범발매는 되지는 않았으며,《서래보》한정판 DVD에만 수록。

- 2008년 6월《상친상애》－ 작사：진악융　작사:진요천

- 워너뮤직 소속가수들이 사천성 지진 구조 성금 모금을 위해 발매한 노래, 17명의 가수 참여

- 2008년 9월《적막환시니》－ 작사：소경등　작곡：소경등

- 가장 처음 발매된 자작곡，2집앨범 왕비에 수록。

- 2008년 12월《급．애인》－ 작사：김진천　작곡：소경등　MV감독：소정괴

- 창세기금회에 주기 위해 만든 노래, 《給．愛人》공익EP로 발매。《왕비》앨범에도 수록。

- 2009년 1월《축니행복》－ 작사：암황곤　작곡：임가경　원곡：봉비비

- 부동산 광고「행복삼부곡」모델을 하면서 제작한 CM곡。《Love Moments 愛的時刻自選輯》앨범의 중문판에 수록。

- 2009년 6월《과거적명천》－ 작사:암석　작곡：나대우

- 제 20회 금곡장 시상식에서 신인상 후보에 오른 노광중, 임유가,소경등,소굉인, 양문음이 함께 부른 노래。

- 2009년 9월《대만아애니》－ 작사작곡：조치덕

- 2009년 10월《애 화평 신세기》

- 2009 전세계평화대회의 주제곡〈Where Peace Begins〉의 중문판。

- 2009년 10월《미소상해》－ 작사：진소기　작곡：장동흔

- 2010년 상해세계박람회 D-200일을 기념하는 주제곡，유덕화, 코코리, 임준걸, 우천, 장정영, 진기정등 많은 가수들과 함께 부름。

- 2010년 2월《유척노호》－ 작사：마혁강　원곡：양척노호

- 워너뮤직 소속 가수들이 호랑이 해를 맞이하는 새해노래 , 동요 양척노후를 리메이크해서 만든 곡。

- 2011년 3월《Believe 상신애》－ 작사：진건녕, 사유혜　작곡：진건녕

- 대만연예인들이 일본 재해성금 모금을 위해 제작한 주제곡。

- 2011년 9월《위니가유》－ 작사：소황기, 주만화　작곡：소황기

- 워너뮤직 가수들이 농촌지역 학교에 가지 못하는 학생들을 도와주기 위해 만든 주제곡

- 2012년 3월《제육감》－ 작사,작곡：소경등

- 영화 영자애인의 주제곡。

- 2012년 5월《추심유일》－ 작사：최서　작곡：가백리

- 2012 BMW 1시리즈《추심유일》디지털영화 주제곡。

### EP
| 발행일자         | EP 제목                  | 발행회사 | 비고                                                                                           |
| ---------------- | ------------------------ | -------- | ---------------------------------------------------------------------------------------------- |
| 2008년 12월 19일 | 《給．愛人》             | 워너뮤직 | 이탈리아에서 촬영한 MV,크리스마스 형식의 한정판 1만장 발매 모든 앨범수익액은 항세기금회에 기부 |
| 2012년 1월 13일  | 《천룡팔부뮤지컬주제곡》 |          | 곡1: 〈비애〉 곡2：〈약정니〉                                                                  |

### 발매앨범
| 발행일자   | 앨범제목               | 발행회사 | 비고 |
| ---------- | ---------------------- | -------- | --- |
| 2008-06-16 | 소경등동명전집         | 워너뮤직 | - 2008-08-10 《소경등동명전집First Live영음한정판》개정판 앨범 발매 - 2008-09-26 《소경등동명전집 종극수장판》개정판 앨범 발매                    |
| 2009-07-17 | 왕비                   | 워너뮤직 | - 발매된 첫주부터 G-music 챠트,종합챠트, 오대금방 1위 기록 - 2009-08-28 《왕비Live영음한정판》개정판 발매                                         |
| 2009-11-13 | Love moment            | 워너뮤직 | - 모든 곡을 라이브 밴드의 방식으로 녹음 - 발매 첫주부터 G-music 챠트, 종합챠트, 오대금방 1위 기록                                                 |
| 201106-30- | 광상곡                 | 워너뮤직 | - 발매 첫주 G-music 챠트, 둘째주 종합챠트, 오대금방 1위 기록 - 2011-07-29 《광상곡 하일광환경공한정판》개정판 앨범 발매                           |
| 2012-05-09 | Mr.Jazz A song For you | 워너뮤직 | - 첫 영문 앨범 - 발매 첫주 G-music 팝송챠트, 오디금방 챠트 1위 기록 - 2012-06-13 《흑교창편한정판》개정판 앨범 발매                               |
| 2012-11-30 | 이애지명               | 워너뮤직 | - 오대금방 4주 연속 1위 기록 - 아이튠즈 스토어 앨범 부문 1위 기록 - 2013년 1월 25일 《이애지명 애적3D판》《이애지명 애적전장판》 개정판 앨범 발매 |

### DVD
| 발행일자   | 앨범제목                                        | 발행회사 | 비고                                          |
| ---------- | ----------------------------------------------- | -------- | --------------------------------------------- |
| 2010-07-05 | 《洛克先生Mr.Rock 콘서트Live실황》              | 워너뮤직 | 발행 첫주 판매량 1위 기록                     |
| 2012-02-07 | 《소경등동명세계순회콘서트 홍콩LIVE》           | 워너뮤직 | G-music 2주연속 판매량 1위, 오대금방 1위 기록 |
| 2013-03-21 | 《소경등동명세계순회연창회 2012 타이페이 LIVE》 | 워너뮤직 | G-music 판매량 1위, 오대금방 1위 기록         |

### 서적
| 발행일자   | 서적이름                                | 출판사                     | ISBN                                                           |
| ---------- | --------------------------------------- | -------------------------- | -------------------------------------------------------------- |
| 2007-12-24 | 《소경등적성년례》                      | 平裝本出版社               | ISBN 978-957-803-669-7                                         |
| 2008-12-19 | 《소경등．령청의대리》                  | 凱特文化                   | ISBN 978-986-6606-26-7( 한정판) ISBN 978-986-6606-27-4(대중판) |
| 2010-03-05 | 《洛克先生Mr. Rock 소경등연창회사진서》 | 很有文化                   | ISBN 978-986-86054-0-4                                         |
| 2011-06-30 | 《소경등．애．재관도》                  | 夢想製造多媒體整合有限公司 | ISBN 978-986-85934-4-2                                         |
| 2011-10-24 | 《살수구양분재적제일차임무》            | 百花映像                   | ISBN 978-986-87529-0-0                                         |

### 영화
| 영화제목                      | 상영일자        | 영화발행회사    | DVD 발행일시 | DVD 발행회사    | 비고                  |
| ----------------------------- | --------------- | --------------- | ------------ | --------------- | --------------------- |
| 《살수구양분재》              | 2011-07-29 대만 | 影市堂          | 2012-01-19   | 台聖            | DVD와BD 두종류로 발매 |
| 《아적동학시노대:패릉종결편》 |                 | 青년 發展基金會 |              | 青년 發展基金會 | DVD 공익단편영화      |

## 공연

### 콘서트
- 앨범 신곡 쇼케이스

| 날짜                     | 앨범                    | 장소                           | 비고                                |
| ------------------------ | ----------------------- | ------------------------------ | ----------------------------------- |
| 2008년 7월06日           | 소경등동명전집          | 타이베이시 딴쉐이위런마토      | 개인단독만인콘서트                  |
| 2009년 7월17日－08월22日 | 왕비                    | 타이베이시, 타이쭝, 컨딩등 7곳 |                                     |
| 2011년 7월02日           | 광상곡                  | 타이베이시 딴쉐이위런마토      |                                     |
| 2012년 3월29日           | Mr. Jazz A Song For You | 타이베이시 Neo Studio          | 생일파티음악회를 녹음한 라이브 앨범 |
| 2012년 12월08日          | 이애지명                | 타이베이시 ATT Show Box 1      |                                     |

- 소경등 Mr. Rock 콘서트

| 날짜            | 도시         | 장소                                    |
| --------------- | ------------ | --------------------------------------- |
| 2009년 12월26日 | 타이베이     | 타이페이샤오쥐단                        |
| 2010년 3월13日  | 싱가포르     | 싱가포르실내체육관                      |
| 2010년 11월27日 | 베이징       | 우커송체육관                            |
| 2010년 12월18日 | 쿠알라룸푸르 | 푸트라실내체육관 (Putra Indoor Stadium) |
| 2011년 2월26日  | 상하이       | 상해대무대                              |

- 「유일종정신규소경등」세계순회콘서트

| 날짜                      | 도시         | 장소                             |
| ------------------------- | ------------ | -------------------------------- |
| 2011년 8월06日, 08월07日  | 홍콩         | 홍카이체육관                     |
| 2011년 12월24日           | 상하이       | 상해대무대                       |
| 2012년 1월14日            | 싱가포르     | 싱가포르실내체육관               |
| 2012년 2월11日, 02월12日  | 타이베이     | 타이페이샤오쥐단                 |
| 2012년 3월17日            | 광주         | 광주체육관                       |
| 2012년 3월31日            | 마카오       | 마카오베네시안호텔]              |
| 2012년 5월11日            | 시드니       | Sydney Entertainment Centre      |
| 2012년 5월12日            | 멜버른       | Melbourne Convention Centre      |
| 2012년 6월16日            | 항주         | 황룡체육관                       |
| 2012년 6월30日            | 심천         | 심천만체육중심                   |
| 2012년 7월21日            | 베이징       | 만사달중심                       |
| 2012년 9월01日            | 쿠알라룸푸르 | [설정고원]설성극장               |
| 2012년 9월15日            | 하문         | 집미가경체육관                   |
| 2012년 9월22日            | 복주         | 복건성체육관                     |
| 2012년 9월29日            | 무한         | 무한광곡체육관                   |
| 2012년 10월13日           | 남경         | 남경올림픽중심체육관             |
| 2012년 10월20日           | 장사         | 호남성국제회전중심               |
| 2012년 11월23日           | 런던         | 온포리체육관                     |
| 2012년 12월01日           | 성도         | 사천성체육관                     |
| 앵콜 콘서트               |              |                                  |
| 2012년 11월10日           | 싱가포르     | 싱가포르실내체육관               |
| 2012년 12월15日           | 상하이       | 중국2010년상해세계박람회문화중심 |
| 2012년 12월28日, 12월29日 | 홍콩         | 홍카이체육관                     |
| 마지막 콘서트             |              |                                  |
| 2013년 3월29日, 03월30日  | 타이베이     | 타이페이샤오쥐단                 |

- 기타대형유료콘서트

| 날짜                     | 콘서트명칭                                       | 장소                 |
| ------------------------ | ------------------------------------------------ | -------------------- |
| 2008년 8월30日           | 천천상니：장위성20주년기념음악회                 | 대만대학교종합체육관 |
| 2009년 7월10日           | 공료국제해양음악절                               | 복륭해수욕장         |
| 2010년 4월03日           | 왕사지능회미：유가창음악회                       | 타이페이샤오쥐단     |
| 2010년 4월04日           | 춘랑음악제                                       | 컨딩마오비토공원     |
| 2010년 4월18日           | 시숭위숭호우음악파티                             | 싱가포르실내체육관   |
| 2010년 6월20日           | 방대동×소경등 [신성방송국] 극품호남성음악회      | 홍콩회의전람중심     |
| 2011년 4월03日           | 춘랑음악제                                       | 컨딩마오비토공원     |
| 2011년 8월19日, 08월20日 | 의대 하일광상콘서트                              | 꺄오슝의대황가극원   |
| 2011년 10월27日          | 보도청춘몽： 홍일봉기념콘서트                    | 타이페이샤오쥐단     |
| 2012년 4월07日           | 춘랑음악제                                       | 헝춘 공항            |
| 2012년 7월06日, 07월07日 | 데니즈 호×소경등 이인세계콘서트 Rock'n Roar Live | 홍콩회의전람중심     |
| 2013년 5월04日           | 춘랑음악제                                       | 싱가포르 빈해완화원  |
| 2013년 5월12日           | 등려군 추몽하일군재래기념콘서트                  | 타이페이샤오쥐단     |

### 드라마
- 2008년 6월 첫 드라마 출연으로，우상극《명중주정아애니》18회중 신참 수의사로 까메오 출연。

- 2009년 12월 우상극《도화소매》8회 중 파파라치에 찍힌 톱스타로 까메오 출연。

- 2013년 《K가·정인·몽》 9회 록음악교실 선생님 역

### 영화
- 2011년 7월29日 《살수구양분재》(남주인공역, 영화주제곡부름)
- 《아적동학시로대:패릉종결편》학교폭력을 반대하는 공익단편영화, 활동홍보대사
- 《추심유일》(BMW1시리즈디지털영화) 배역：가수阿騰(아텅)
- 2013년 《이스케이프 프롬 플레닛 어스 (Escape from Planet Earth)》애니메이션 중문 목소리 연기：Scorch역

### 진행
- 2008년 10월 八大방송국 오락백분백 대타 MC 활약。

### 광고 모델
- 2007년 천칭좌민가 대회
- 2008년 台灣菸酒公司무알콜음료「紅麴黑麥汁」
- 2008년 精品시계 CHUVINCI「守護者鈦鍺能量腕錶」
- 2008년 ～ 唐獅 장식품
- 2008년 ～ YAMAHA 「CUXI」
- 2009년 遠雄建設「幸福三部曲」홍보모델
- 2009년 Animax 애니메이션 채널「交響情人夢」動畫版代言人[54]
- 2010년 Nokia「樂隨享」음악 다운로드 서비스
- 2010년 衛視電影台 夏日영화홍보대사
- 2010년 ～ 時尚시계 LOVME
- 2010년 ～ 統一企業음료수「冰醇茉莉」＆「冰醇蜜菊」
- 2010년 ～ 寶島안경(中國)
- 2011년 ～ 寶島안경(台灣)
- 2011년 植村秀泡沫隔離霜(台灣區)
- 2011년 Facebook게임「Farmville」중문판－개심농장
- 2011년 HUAWEI IDEOS U8650 스마트폰
- 2012년 BMW 1系(중국)
- 2012년 ～ 綠箭 껌
- 2012년 ～ PUMA 운동브랜드
- 2013년 衛康콘텍트렌즈(중국)
- 2013년 FoneStuff Drama 5 이어폰
- 2013년 Doritos 도리토스
- 2013년 雅聞倍優 화장품 연도 모델

### 홍보대사
- 2009년 창세기금회년도애심대사
- 2009년 교육부반독 홍보대사
- 2009년 문건회 공연예술학원순회활동 대사
- 2009년 농위회 유품공업동업공회 선유친선대사
- 2009년 GPF2009 전세계평화대회 평화대사
- 2010년 아동복리연맹문교기금회 공익소장代 대사
- 2010년 「환유세계애지구」활동 홍보대사
- 2010년 아동복리聯연맹 편향전애 행복대사
- 2010년 Kiehl's 부평아 공익홍보대사
- 2010년 7-Eleven 「救救肝苦人」공익 홍보대사
- 2011년 아동복리연맹 「공익소장2.0」홍보대사
- 2011년 반학교폭력 「패릉종결편」홍보대사
- 2012년 한견질병기금회제일계 공익대사
- 2012년 타이베이시 미아아동복리금회 공익홍보대사
- 2012년 중화기독교구조협회「午安．微笑」방과후 학습 공익 홍보대사

## 수상기록
- 【2012KKBOX디지털음악풍운방】10대풍운가수상
- 제3회【전구유행음악금방】미국LA AM1300w중문방송추종대상, 연도이십대금곡《셜록홈즈》
- 제17회【전구화어방중방】최우수남자가수상(대만), 최고무대시각가수
- 2012년도【중화음악인교류협회】2012년도십대노래《이애지명》
- 2013년 《이애지명》앨범으로 제 24회 대만 금곡장 최고 남자가수상 수상

- 2011KKBOX디지털음악풍운방】10대풍운가수
- 2012년 홍콩 금상장 신인상
- 【싱가포르e락대상2012】e락 남자가수상
- 제23회【금곡장】최우수 남자가수상 노미네이트《광상곡》
- 壹傳媒【2012오락대상】가장 인기있는 십대스타상
- 제11회【CCTV-MTV음악성전】홍콩,대만지역 최우수남자가수상.

- 제17회【싱가포르 금곡장】최우수남자가수상
- 壹傳媒【2011오락대상】신인상 [60]
- 【2010KKBOX디지털음악풍운방】10대풍운가수상

- sina2009인터넷성전】올해의 남자가수상
- 2009년 【오락홍인대전】인기상
- 2009년 【중국원창음악유행방】대만지역 인기 가수상
- 2009년 【MusicRadio중국TOP배행방】대만지역 매체 추천 남가수상
- 제21회【금곡장】최우수남자가수상 노미네이트《王妃》
- 2010년 【신성국어력반장례】신성국어력남가수상, 아시아인기스타상, 신성국어력가곡〈say a lil something〉, 〈新不了情〉
- 壹傳媒【2010오락대상】인기십대스타상
- 【2009KKBOX디지털음악풍운방】10대풍운가수상
- 패션잡지「美麗佳人」제7회【미장창소백대상】몽환미장형남상

- 2008년 【중가방북경유행음악전례 】최우수 신인상(대만지역)
- 제31회【홍콩방송국십대중문금곡반장음악회】 최우수 신인상
- 2008년 【호남위시.백도오락비점】인기 신인가수상
- 제9회【몽우산산유음악풍운방】2008년도 홍콩대만지역 신인가수상
- 2008년 【MusicRadio중국TOP배행방】최고신인가수상, 캠퍼스인기가수상
- 제21회【금곡장】최우수신인상 노미네이트《蕭敬騰同名專輯》
- 2009년 【Hito유행음악장】HITO 최우수 신인상
- 2009년 【신성국어력반장례】최우수 신인상, 아시아인기스타상
- 제15회【싱가포르금곡장】최우수남자가수상, 인기남자가수상

- 제19회【금곡장】올해의 노래상 노미네이트〈一眼瞬間〉《장혜매/STAR전집》
- 2008년 【신성국어력반장례】신성국어력약진가수상, 신성국어신세력가수상, 신성국어력인기가수상
- 제14회【싱가포르 금곡장】우수신인상
- 제6회【동남경폭음악방】경폭홍콩대만지역 최우수 신인상
- 제9회【CCTV-MTV음악성전】홍콩대만지역 인기 재능 가수상
- 제21회【말레이시아오협반장전례】최우수 가수상：장혜매VS.소경등〈一眼瞬間〉
- 2008년 【등신망 성광대전】신인상, 남자가수상
- 2008년 【음악선봉방 년도반장전례】홍콩대만지역 신인상, 남자가수상
- 2008년 【중국이동무선음악미고회】최우수 신인상

- 2003년 타이베이시 정부 선행인사상
- 2004년 타이베이시 정부 선행인사상
- 2006년 제1회천칭장 신민가가창대회 대상